# Un vampire à Brooklyn
Pour plus de détails, voir Fiche technique et Distribution.
Un vampire à Brooklyn (Vampire in Brooklyn) est un film d'horreur de Wes Craven, sorti en 1995.
Le film suit Maximillian qui appartient à une longue lignée de vampires exilée depuis des siècles aux Caraïbes. Il décide d'aller à New York dans l'intention d'y trouver l'âme sœur, qui lui donnera descendance. Sitôt arrivé dans la ville, il fait ses premières victimes dans le port de Brooklyn. Très vite, il découvre l'élue : une policière nommée Rita Veder.
Vampire in Brooklyn était le dernier film produit dans le cadre du contrat exclusif d'Eddie Murphy avec Paramount Pictures, qui a débuté avec 48 Heures (1982) et comprenait la franchise Beverly Hills Cop (1984-1994).
Le film est sorti le 27 octobre 1995 et a initialement reçu des critiques largement négatives, les critiques soulignant le mélange inégal entre l'horreur et la comédie. Le film a rencontré des difficultés au box-office, générant 19,8 millions de dollars aux États-Unis, mais a rapporté un total de 35 millions de dollars dans le monde pour un budget de 14 millions de dollars. Avec le temps, il a acquis un statut culte notamment pour la réalisation de Craven, les performances et l’alchimie entre Murphy et Bassett, ainsi que son mélange d'horreur et de comédie.

## Synopsis
Un navire abandonné s'échoue dans un chantier naval de Brooklyn, New York, et l'inspecteur, Silas Green, le trouve plein de cadavres. Ailleurs, Julius Jones, le neveu de Silas, a des démêlés avec des truands italo-américains. Alors que les deux crétins s'apprêtent à tuer Julius, Maximillian, un vampire arrivé sur le navire, intervient et les tue. Max infecte Julius avec son sang vampirique, transformant ainsi Julius en goule en décomposition, et explique qu'il est venu à Brooklyn à la recherche de la fille d'un vampire de son île natale des Caraïbes afin de vivre au-delà de la nuit de la prochaine pleine lune. .
Cette fille s'avère être la détective du NYPD Rita Veder, toujours aux prises avec la mort de sa mère malade mentale (une chercheuse paranormale) quelques mois auparavant. Alors qu'elle et son partenaire, Detective Justice, enquêtent sur les meurtres à bord du navire, Rita commence à avoir des visions sur une femme qui lui ressemble et commence à poser des questions sur le passé de sa mère. Rita ignore complètement son héritage vampirique et pense qu'elle perd la tête comme sa mère.
Max lance une série de méthodes sinistres pour attirer Rita sous son emprise, notamment séduire et assassiner sa colocataire Nikki, ainsi que se déguiser en son pasteur et en escroc. Max, dans ces déguisements, induit Rita en erreur en lui faisant croire que Justice a couché avec Nikki, la rendant jalouse et en colère contre lui. Après avoir sauvé Rita près d'être renversée par un taxi, Max l'emmène dîner. Rita est séduite par le charme suave de Max, et en dansant avec elle, il la mord.
Le lendemain, Justice retrouve Rita dans son appartement, après avoir dormi toute la journée dans l'obscurité complète. La justice informe Rita du meurtre de Nikki et promet de l'aider à comprendre ses visions, car l'une d'entre elles a correctement prédit le sort de Nikki. Rita pardonne à Justice, mais elle le mord presque au cou lors d'un baiser passionné avant d'apercevoir son reflet disparaître dans un miroir et se rend compte qu'elle est en train de devenir une vampire. Elle confronte Max au sujet des changements qui se produisent en elle et en déduit qu'il est également responsable des meurtres sur lesquels elle et Justice enquêtent. Rita découvre en outre que Max lui a été envoyé par son père ; sa mort aux mains de chasseurs de vampires est ce qui a rendu la mère de Rita folle.
Max essaie de convaincre Rita qu'elle sera plus heureuse en tant que vampire au lieu de rester dans le monde des humains, où il pense qu'elle restera hors de propos et incomprise par la société. Le Détective Justice envisage de sauver Rita des mains de Max et demande conseil au Dr Zeko, un expert en vampires à qui ils ont rendu visite plus tôt dans l'enquête sur le meurtre. Zeko explique qu'il a connu la mère de Rita alors qu'elle faisait ses recherches sur les vampires des îles des Caraïbes, et qu'elle s'est livrée au mal en tombant amoureuse du père de Rita. Pour éviter de devenir un vampire, Rita doit s'abstenir de boire le sang d'une victime humaine innocente et Max doit mourir avant la prochaine pleine lune. Zeko donne à Justice un ancien poignard avec des instructions pour tuer Max ou risquer d'être tué par Rita.
Lorsque Justice l'atteint, Rita est allongée dans le cercueil de Max, presque complètement transformée en vampire, et menace de mordre Justice. Ce dernier et Max se battent, au cours duquel Justice échappe le poignard de Zeko au sol. Max encourage Rita à tuer Justice et à achever la transformation, mais elle rejette la vie de vampire et enfonce le poignard dans le cœur de Max, le poussant à se désintégrer. Rita et Justice s'embrassent.
Pendant ce temps, Julius, désormais complètement délabré, monte dans la limousine de son maître. Il trouve la bague de Max et l'enfile, le transformant instantanément en un membre pleinement intact des morts-vivants. Fou de joie, il dit à Silas : "Il y a un nouveau vampire à Brooklyn, et son nom est Julius Jones !", alors qu'ils partent tous les deux dans la nuit vers des régions inconnues.

## Fiche technique
Sauf indication contraire, les informations mentionnées dans cette section peuvent être confirmées par la base de données cinématographiques IMDb,  présente dans la section « Liens externes ».
- Titre français : Un vampire à Brooklyn
- Titre original : Vampire in Brooklyn
- Réalisation : Wes Craven
- Scénario : Charlie Murphy, Michael Lucker et Chris Parker, d'après une histoire d'Eddie Murphy, Vernon Lynch et Charlie Murphy
- Directeur de la photographie : Mark Irwin
- Musique : J. Peter Robinson
- Montage : Patrick Lussier
- Production : Mark Lipsky, Eddie Murphy

Producteurs délégués : Stuart M. Besser, Marianne Maddalena
- Sociétés de production : Eddie Murphy Productions et Paramount Pictures
- Distribution : Paramount Pictures (États-Unis), United International Pictures (France)
- Pays d'origine :  États-Unis
- Langue originale : anglais
- Format : couleur - 1.85 - 35 mm
- Budget : 14 000 000 $
- Genre :  comédie horrifique, comédie policière et fantastique
- Dates de sortie :
  - États-Unis : 27 octobre 1995
  - France : 22 mai 1996
- Classification
  - États-Unis : R - Restricted
  - France : interdit aux moins de 12 ans

## Distribution
- Eddie Murphy (VF : Med Hondo) : Maximilian / Guido / le prêcheur Pauly
- Angela Bassett (VF : Maïk Darah) : l'inspectrice Rita Veder
- Allen Payne (VF : Tola Koukoui) : l'inspecteur Justice
- Kadeem Hardison (VF : Jacques Bouanich) : Julius Jones
- John Witherspoon (VF : Patrick Messe) : Silas Green
- Zakes Mokae (VF : Christian Pélissier) : le Dr. Zeko
- Joanna Cassidy (VF : Évelyn Séléna) : le capitaine Dewey
- Simbi Khali (VF : Martine Maximin) : Nikki
- Nick Corri (VF : Thierry Mercier) : Anthony
- W. Earl Brown : un policier
- Troy Curvey Jr. (VF : Thierry Desroses) : le chef de chœur
- Marcelo Tubert : le serveur chez Caprisi's
- Nick DeMauro (VF : François Jaubert) : Caprisi
- Jerry Hall : la femme dans le parc
- Wendy Robie : la femme fanatique au commissariat
- Mitch Pileggi (VF : Régis Ivanov) : Tony (non crédité)

## Production

### Genèse et développement
Eddie Murphy développe l'idée de départ avec Vernon Lynch et son frère Charlie Murphy. Le scénario sera finalisé par Charles Q. Murphy, Michael Lucker et Chris Parker.
Ce film marque la dernière collaboration d'Eddie Murphy avec la Paramount. En 2011, l'acteur révèlera que le studio a accepté de lui céder les droits de Docteur Jerry et Mister Love — pour qu'il puisse en faire un remake (Le Professeur foldingue) — en échange de l'arrêt de son contrat après Un vampire à Brooklyn.
Eddie Murphy voulait initialement Jada Pinkett Smith pour incarner Rita Veder, mais elle refuse.

### Tournage
Le tournage a lieu d'octobre 1994 à janvier 1995. Il se déroule dans les Paramount Studios de Los Angeles et à Brooklyn.
Le tournage est marqué par le décès de Sonja Davis, doublure d'Angela Bassett, après une chute d'environ 13 mètres.

## Accueil
Vampire in Brooklyn est sorti pour coïncider avec la saison d’Halloween. Le film a reçu principalement des critiques négatives et a été considéré à l'époque comme un film mineur, tant pour Eddie Murphy que pour Wes Craven. L'année suivante, en 1996, Craven s’est tourné vers la très réussie franchise Scream, tandis que Murphy a commencé à se concentrer sur des films plus familiaux, avec notamment son remake de The Nutty Professor. Sur Rotten Tomatoes, le film affiche un taux d’approbation de 11 % basé sur les critiques de 35 journalistes, et le consensus du site est : « Ni effrayant ni très drôle, cet effort mal orienté ne parvient jamais à vivre à la hauteur de son idée de départ. » Sur Metacritic, il obtient un score de 27 % basé sur les critiques de 17 journalistes. Les spectateurs sondés par CinemaScore ont attribué au film une note moyenne de « B+ » sur une échelle allant de A+ à F.
Vampire in Brooklyn a été largement critiqué pour ne pas avoir réussi à tenir ses promesses avec son mélange unique d’horreur et de comédie. Des critiques comme Peter Stack du San Francisco Chronicle ont trouvé la performance d'Eddie Murphy dans le rôle du vampire Maximillian « étrangement encombrante », qualifiant le film de « ni drôle ni effrayant ». L’interprétation de Murphy a été critiquée pour manquer de l’intensité d’un vrai vampire, Roger Ebert déplorant que la tentative de Murphy d’adopter un rôle plus sombre et sérieux le rende « comiquement absent ». La direction de Wes Craven a également été divisive. Certains, comme Adrian Martin, ont salué la capacité de Craven à équilibrer horreur et humour, la qualifiant de « meilleur film de Craven depuis Shocker », tandis que la majorité trouvait le ton inégal. Desson Howe du Washington Post a noté que le film manquait de tension : « Ce n’est ni particulièrement effrayant ni particulièrement hilarant », tandis que Gene Siskel résumait cela comme un « échec » malgré l’expérience de Craven. Le casting secondaire, notamment Kadeem Hardison dans le rôle de Julius, a apporté un peu de répit comique, mais l’humour tombait souvent à plat, comme l’a souligné Owen Gleiberman d’Entertainment Weekly, qualifiant les gags du film de « nuls ». Pendant ce temps, Angela Bassett, malgré sa forte présence, a été sous-exploitée, Hal Hinson du Washington Postqualifiant cela de « gâchis de ses talents ». En fin de compte, Vampire in Brooklyn n’a pas su exploiter son potentiel, Caryn James du New York Times affirmant que c’était un film qui n’a pas su capitaliser sur l'attrait de Murphy, et Roger Ebert plaisantant : « Appeler cela un retour pour Murphy est un signe de foi aveugle. » Le mélange erratique de l’horreur, de la comédie et de la romance a poussé de nombreux critiques à le qualifier de « inégal » et de « film oublié ».
Le film récolte 19 751 736 $ au box-office américain. En France, il enregistre 306 824 entrées.
Depuis sa sortie, Vampire in Brooklyn est devenu un film culte. Dans le livre rétrospectif Wes Craven: The Art of Horror, l’auteur John Kenneth Muir a salué le film, notamment la chimie entre Murphy et Bassett, la comédie, les séquences d'effets spéciaux, la bande sonore et l’« ambiance générale des années 1930-40 » qu’il a qualifiée de « charmante ». Le critique de cinéma Joe Leydon considère le film comme l’un de ses « plus grands plaisirs coupables ». Charles Pulliam More de Gizmodo a qualifié Vampire in Brooklyn de l’un des films d’horreur les plus « sous-estimés de tous les temps » et l’a loué comme « l'un des films les plus uniques de son genre, et l'un des meilleurs ». Monique Jones de Shadow and Act a déclaré que Vampire in Brooklyn est l’un des films les plus intéressants de Murphy en raison de son caractère atypique dans sa filmographie. Andrew Shearer d'Online Athens a désigné ce film comme l’une des performances les plus sous-estimées de Murphy.
Stephanie Williams de Syfy Wire considère le film comme un « favori effrayant » et a salué les performances de Bassett, l'humour (en particulier celui de Hardison et Witherspoon), ajoutant que « l’infusion de la culture caribéenne dans le folklore traditionnel des vampires était un excellent choix pour des raisons évidentes ». Rich Knight de Cinema Blendconsidère le film comme un « classique sous-estimé », écrivant : « Peu importe ce que les gens disent, j'adore ce film. » Anthony Francis de Screen Rant a mis en avant Maximilian comme l’un des plus grands méchants de Craven et a salué la performance de Murphy : « Sa performance est calculée et affinée à la quasi-perfection. »
En 2021, Kisha Forde d'Essence a également reconnu le statut du film comme un « film culte » et a souligné comment il « est devenu un cas à part dans les intrigues classiques de comédie horrifique ». Elle a également mis Maximilian en avant comme l'un des « 15 rôles les plus iconiques » de Murphy. En 2022, Vampire in Brooklyn a été inscrit parmi plusieurs autres films de vampires « sous-estimés » par Sara Century de Collider, qui a salué les performances de Murphy et Bassett ainsi que l’humour. Dans un article rétrospectif sur Wes Craven, Chris Catt de Creepy Catalog a loué le film, le considérant comme « l’un de ses films les plus sous-estimés ». En 2022, Hal Young de Senses of Cinema a écrit une rétrospective sur Craven et a affirmé que le mélange d’horreur et de comédie du film, bien que déconcertant à sa sortie, a mieux vieilli que beaucoup d’autres œuvres de Craven. Bien qu’il ait classé Vampire in Brooklyn parmi les pires films de Craven, Ty Weinert de Collider a salué la direction de Craven et la « chimie fantastique » entre Murphy et Bassett. En 2022, le Blackbusters Podcast a mis en avant Vampire in Brooklyn comme l’un des films les plus agréables de Murphy, saluant la performance d'Angela Bassett.
En 2023, Dolores Quintana de Fangoria a salué la performance de Murphy : « C'est une comédie d'horreur, donc ce n’est pas un film particulièrement subtil, mais c’est l’un des rôles les plus charismatiques et désinhibés de Murphy ». Toujours en 2023, Dani Philips de HotNewHipHop a apprécié le film : « Vampire in Brooklyn tient toujours la route, avec des blagues hilarantes, des performances exagérées et un excellent casting. » Dans son article de 2024 pour /Film intitulé « 90’s Horror Movies With Awful Reviews That Are Actually Worth Watching », Jeff Ames défend le film, soulignant son mélange unique d'horreur et de comédie. Il met en avant la performance de Murphy et conclut qu’en dépit de ses défauts, Vampire in Brooklyn a « assez de mordant et d’originalité » pour mériter une réévaluation. Jesse Hassenger de Deciderdéfend également le film, le qualifiant de « bien plus drôle, plus intéressant et plus engagé » que le précédent film de Murphy, Beverly Hills Cop 3. La même année, Jordan Lee de Comic Book Resources a classé Vampire in Brooklyn parmi les meilleurs films de vampires des années 90, saluant « l’incroyable ton », le soulagement comique et la chimie exceptionnelle entre Murphy et Bassett.
Dans son article de septembre 2024 pour Collider, Chris McPherson a mis en avant le film comme un classique culte qui a gagné une nouvelle vie au fil des années. Il souligne également la performance d'Angela Bassett, qui réussit à allier dureté et vulnérabilité. Dans son article de décembre 2024 pour Screen Rant sur les 10 films les plus sous-estimés de Wes Craven, Tuna Tuzka a qualifié Vampire in Brooklyn « d’un des films les plus sous-estimés de Wes Craven », soulignant son mélange unique du « style horrifique de Craven et du timing comique signature de Murphy ». Malgré ses difficultés au box-office, elle a noté que le mélange inattendu d'horreur et de comédie du film lui a permis d'acquérir un public culte, prouvant la « volonté de Craven d’expérimenter avec des genres opposés », ce qui en fait l’un de ses travaux les plus fascinants.
La performance d'Angela Bassett a particulièrement été saluée. Danielle Kwateng-Clark d'Essence a désigné Vampire in Brooklyn comme l'un des meilleurs films mettant en vedette Angela Bassett, déclarant simplement : « Chaque acteur joue au moins une fois un policier dans sa carrière, et Bassett était formidable aux côtés d’Eddie Murphy dans ce film. » Jake Dee de Screen Rant considère Rita Veder, le personnage d'Angela Bassett, comme l’un des personnages féminins les plus forts de Wes Craven. Chris Sasaguay de Collider considère également Vampire in Brooklyn comme l’un des meilleurs films de Bassett, affirmant qu’elle est « l’ancre de ses partenaires masculins ». Fiona Underhill de /Film a classé Vampire in Brooklyn parmi les meilleurs films de Bassett, écrivant : « Vampire in Brooklyn est une comédie horrifique amusante, mais l’actrice de Bassett est aussi impressionnante que jamais, même lorsque tout autour d’elle est chaotique et mélangé de tonalités. » Marcus Shorter de Andscape a également salué Bassett : « Le nom de Murphy apparaît en premier sur l’affiche, mais narrativement, Vampire in Brooklyn est le film de Bassett. »
Pour le 25e anniversaire du film, Rotten Tomatoes a lancé un podcast intitulé "Le score de Rotten Tomatoes se trompe sur Vampire in Brooklyn" dans lequel il tentait de justifier pourquoi le film aurait dû recevoir un meilleur score, le qualifiant de « classique culte », notamment pour son « sens sous-apprécié du bizarre, une bande-son géniale, et une chimie sérieuse entre Murphy et Angela Bassett ». Ils ont ajouté : « Regardez de près, et vous trouverez des éclats du sens aigu de Craven pour le mélange horreur-comédie, et le charisme naturel de Murphy. »
En 2025, le film a connu un regain d'intérêt après la sortie de Sinners, un film d’horreur sur les vampires réalisé par Ryan Coogler. Son acteur principal, Michael B. Jordan, l’a cité aux côtés de The Lost Boys comme l'un de ses films préférés dans le genre, déclarant : « Ces deux-là étaient vraiment cool pour moi et j’ai adoré le casting et l’histoire. Eddie [Murphy] était tellement classe dans Vampire in Brooklyn ; se voir comme un vampire était plutôt génial. » Dans une interview séparée, l’un des co-stars, Omar Miller, lorsqu'on lui a demandé de citer ses cinq meilleurs vampires noirs, a placé Murphy en deuxième position, le qualifiant de « fantastique » dans le rôle. 
Dans 1997, dans la série documentaire The Directors, Wes Craven déclare qu'Eddie Murphy a ignoré ses demandes de jouer le personnage plus vulnérable et qu'il se sentait obligé de mettre en valeur ses talents comiques.